# 布鲁诺·奥伯哈默
布鲁诺·奥伯哈默（義大利語：Bruno Oberhammer，1955年10月17日—），意大利男子高山滑雪运动员。他曾代表意大利参加1984年、1988年、1992年、1994年和1998年冬季残疾人奥林匹克运动会高山滑雪比赛，获得三枚金牌、五枚银牌和四枚铜牌。